# Coswig
Coswig je velké okresní město v německé spolkové zemi Sasko. Leží na pravém břehu Labe na Saské vinné stezce mezi Míšní a Drážďanami. Náleží k zemskému okresu Míšeň a má přibližně 21 tisíc obyvatel.

## Historie
Nejstarší městskou částí je Brockwitz, který byl poprvé zmíněn roku 1013 v kodexu listin „Codex diplomaticus Saxoniæ“. Roku 1571 byla obec a s ní i velká část kostela zničena požárem, zachovala se pouze věž kostela a její renesanční zakončení. Dnešní barokní podoba kostela vznikla v roce 1737. Brockwitzský kostel je dobrým výchozím bodem, odkud se můžete vydat na zážitkovou stezku Brockwitz nebo si prohlédnout faru s výstavou přibližující historii obce.

## Pamětihodnosti
V centru města se nachází kostel Alte Peter-Pauls-Kirche (Starý kostel Petra a Pavla), který roku 1497 založil rytířský rod Karrassů. Se svou renesanční malířskou výzdobou a rekonstruovanými barokními varhanami patří mezi nejkrásnější saské venkovské kostely. V muzeu Karrasburg se návštěvníci seznámí s největšími zajímavostmi z historie města – jedná se o trvalou výstavu, kterou doplňují různé mimořádné výstavy. Nedaleko odtud se nachází Börse Coswig s neoklasicistním tanečním a koncertním sálem decentně zdobeným štukovými dekoracemi. Na parketu a na galerii po jeho obvodu místo pro více než 600 osob.
V Kötitzu se v malém krajinném parku nachází Villa Teresa – poklad a návštěvnický magnet. Na konci 19. století zde žili manželé a umělci Eugen d'Albert a Teresa Carreño a dnes se vila těší velké oblibě jako Centrum komorní hudby. Vedlejší budova byla roku 2013 společně s Lovosicemi, které jsou partnerským městem Coswig, rekonstruována a nyní nese název Casa Bohemica.

## Okolí
V sousední vinařské obci Sörnewitz projedete kolem nejrůznějších vinařství, kde tamní vinaři nabízejí místní produkty a je zde i malé národopisné muzeum. V údolních nivách řeky Labe se v těchto místech již řadu let pěstuje zdravá arónie. Vysoko nad obcí Sörnewitz se vypíná Boselspitze, která je nejvyšším vyhlídkovým bodem oblasti Spaargebirge a jejíž jižní svahy jsou porostlé vinnou révou.
Údolní nivou v Coswigu vedou trasy s nadregionálním významem, jako je Saská vinná turistická stezka, dálková turistická trasa od Baltského moře po údolí přehrady na Sále / Ostsee-Saaletalsperrenweg nebo Saská svatojakubská stezka. Přímo Coswigem prochází také Labská cyklostezka, která zde míjí například jezero Kötitz a kemp. Z Kötitzu se lze přívozem přepravit do Gauernitzu a využít zde síť cyklistických stezek na levém břehu Labe. Na severovýchod od centra města se rozkládají lesy Friedewald s romantickými rybníky, potoky, vyhlídkami a rozsáhlou sítí turistických cest a cyklostezek.

## Osobnosti
- Elisabeth Reicheltová (1910–2001), operní pěvkyně

## Partnerská města
- Lovosice, Česko
- Ravensburg, Německo